# Kohlensack (Einheit)
Der Kohlensack war ein deutsches Volumenmaß und als Kohlenmaß nur in München gebräuchlich. Das Maß wurde 1846 eingeführt und alle Angaben waren altbayerische Werte:
- 1 Kohlensack = 2 Zaine/Körbe =  32 Kubikfuß

Das Maß wurde durch einen Zain oder Korb mit den Abmessungen verkörpert:
- Breite: 2 Schuh  10 Zoll
- Länge: 3 Schuh 2 Zoll 8 Linien
- Höhe: 1 Schuh 3 Zoll

Vorgeschrieben war Föhrenholz für das Maß und „gehörig rütteln“ des Messkörpers.
Historisch gab es den Kohlensack schon wesentlich früher. Er war der sogenannte Schwarze Sack und wurde bereits  in der Bergordnung vom 1. Mai 1553 erwähnt. Seine Abmessungen waren mit 7 Fuß Länge und 4 Fuß Breite bestimmt und galten für Steinkohle. Ab 1. Dezember 1570 wurde das Maß durch den Stübich ersetzt.